# Airbnb
Airbnb este companie americană înființată în 2008 care deține o platformă online prin care se pot închiria, oriunde în lume, camere, apartamente sau case întregi direct de la proprietar. 
Compania deține un serviciu de închirieri de 600.000 de listări în mai mult de 190 de țări.
În august 2014, compania era evaluată la 10 miliarde de dolari. Compania a beneficiat de creșteri considerabile în ultimii doi ani, după ce a introdus conceptul de economie colaborativă bazată pe facilitarea legăturii dintre persoanele care vor să-și închirieze apartamente sau camere, pe o perioadă scurtă, și cei în căutare de astfel de servicii. Avantajul principal al platformei Airbnb constă în folosirea datelor pentru extinderea serviciilor, informații precum perioada vacanței și anumite servicii sau produse care ar putea fi pe placul călătorilor pot fi ușor obținute.
Potențialul de creștere al pieței pe această nișă este unul mare, deoarece surse apropiate Airbnb preconizează că vor încasa până în 2020 suma de 3,5 miliarde de dolari. Aceasta este mult mai mult decât linia de jos a 85 % dintre companiile din Fortune 500, de asemenea ar fi o creștere de 3,400% fata de profitul similar înregistrat anul trecut.
Airbnb operează în mai mult de dublu față de numărul de teritorii, așa cum fac și gigatii de la Uber și spre deosebire de Snapchat și Pinterest care au crescut mai ales în SUA serviciul de partajare de 25 miliarde de dolari acum vede că două treimi din călătoriile sale sunt rezervate de-a lungul granițelor țării. Europa este de fapt cea mai mare piață a Airbnb, dar o lansare cu adevărat internațională reprezintă propriile probleme.  Un alt focus pentru Airbnb: metode de înscriere localizate în statele unite, compania va permite să vă înscrieți cu o adresă de mail sau un cont Facebook sau Google. Dar acestea nu sunt cele mai bune metode peste tot în lume. In China de exemplu Airbnb acceptă acreditări de conectare de la utilizatori cu conturi Weibo sau WeChat. Această schimbare a contribuit la creșterea cu 700 % a bazei de clienți a călătorilor din China cu 700% în 2015.